# Tour de Blida
O Tour de Blida, é uma corrida ciclista argelina. Criada em 2013, disputa-se após o Tour da Argélia. Esta carreira faz parte desde a sua criação do UCI Africa Tour, em categoria 2.2.

## Palmarés
| Ano  | Ganhador               | Segundo         | Terceiro          |
| ---- | ---------------------- | --------------- | ----------------- |
| 2013 | Hichem Chaabane        | Víctor da Parte | Tino Zaballa      |
| 2014 | Amanuel Gebreigzabhier | Azzedine Lagab  | Bereket Yemane    |
| 2015 | Mekseb Debesay         | Adil Barbari    | Janvier Hadi      |
| 2016 | Luca Wackermann        | Joseph Areruya  | Essaïd Abelouache |

## Palmarés por países
| País     | Vitórias |
| -------- | -------- |
| Eritreia | 2        |
| Argélia  | 1        |
| Itália   | 1        |